# Hyattella pertusa
Hyattella pertusa är en svampdjursart som först beskrevs av Eugen Johann Christoph Esper 1794.  Hyattella pertusa ingår i släktet Hyattella och familjen Spongiidae. Inga underarter finns listade i Catalogue of Life.